# Anisocycla
Anisocycla Baill.  é um género botânico pertencente à família Menispermaceae.
Nativo da África tropical e Madagascar.

## Espécies
Apresenta oito espécies:
- Anisocycla blepharosepala
- Anisocycla capituliflora
- Anisocycla cymosa
- Anisocycla ferruginea
- Anisocycla grandidieri
- Anisocycla jollyana
- Anisocycla linearis
- Anisocycla triplinervia